# Liste der Flüsse in Botswana

Klima in Botswana

Dies ist eine Liste der Flüsse in Botswana. Der Binnenstaat wird von vier Einzugsgebieten geprägt. Die südliche Grenze bildet der Molopo mit seinem Nebenfluss Nossob. Er gehört zum Einzugsgebiet des Oranje, auch wenn kein Oberflächenwasser in den Oranje aus ihm mündet. Im Nordosten bildet der Chobe die Grenze zu Namibia und ein winziges Stück des Sambesi verbindet das Land mit Sambia. Außer über den Limpopo, der die Südost-Grenze bildet, fließt allerdings kaum Wasser Richtung Ozean. Das Größte Einzugsgebiet des Landes ist das Okavango oder Makgadikgadi-Becken. Der aus Angola kommende Okavango versickert in diesem Becken im Okavangodelta und sein Wasser erreicht nur bei hohen Ständen die Makgadikgadi-Salzpfannen.
Die Einzugsgebietsflächen werden je nach Quelle sehr unterschiedlich angegeben. Insbesondere die des Molopo und des Okavangobecken variieren teils sehr. In manchen Quellen wird etwa die Hälfte als nicht spezifiziert dargestellt, da von diesen Flächen, auf Grund des Wüstenklimas das dort herrscht, kein realer Abfluss stattfindet.
Im Folgenden sind die Flüsse Botswanas nach Gewässersystem und Mündungsreihenfolge sortiert.

## OkavangoundMakgadikgadi-Salzpfannen

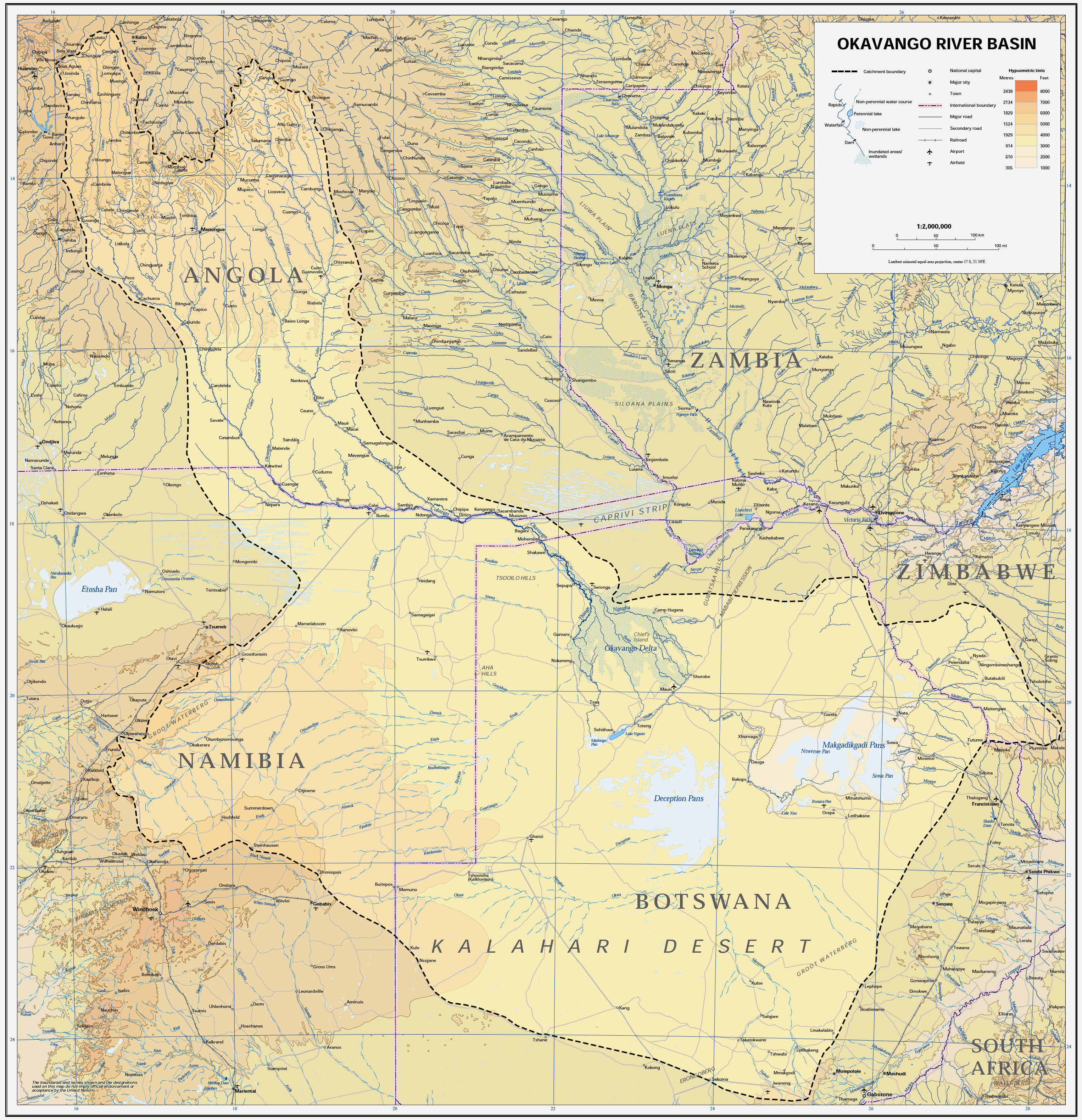
Einzugsgebiet des Okavango und der Makgadikgadi-Salzpfannen

### Okavango
- Namasseri
- Xaudom
- Nama
- Thaoge (Mündungsarm)
  - Eiseb
  - Daneib
    - Gewidum
    - Epukiro
    - Grootlaagte
- Ngugha (Mündungsarm)
- Boro (Mündungsarm)
- Khwai
- Nhabe
- Boteti
  - Thamalakane

### Makgadikgadi-Salzpfannen
- Deception
- Okwa
  - Hanahai
  - Meratswe
    - Naledi
- Nata
  - Maitengwe
  - Chemuumi
  - Tutume
- Semowane
- Mosetse
- Lepashe
- Mosope

## Limpopo

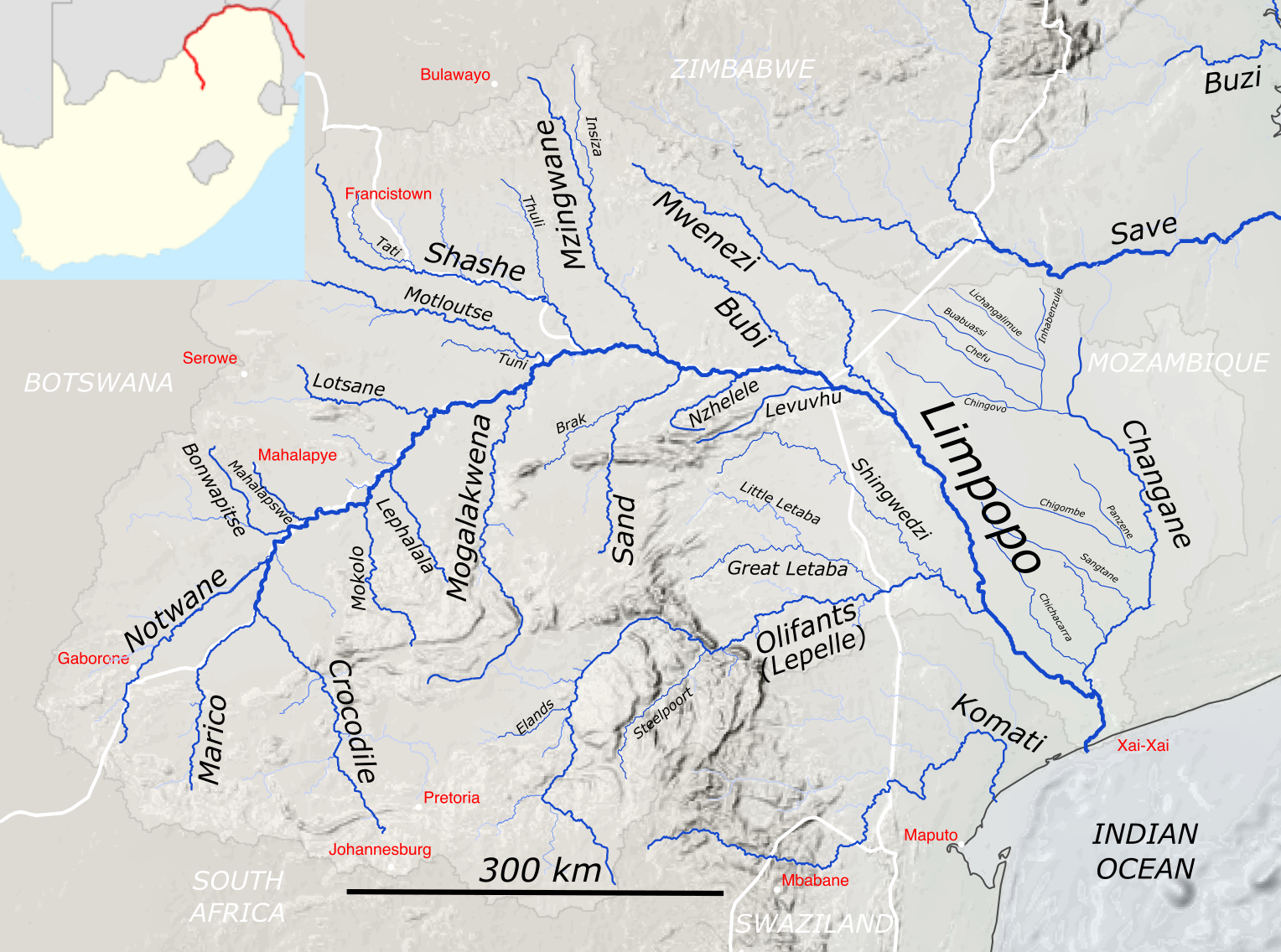
Einzugsgebiet des Limpopo

- Marico
- Notwane
  - Metsemothlhaba
  - Dikolakolana
- Bonwapitse
- Manalatswe
- Lotsane
  - Tshokana
- Motloutse
  - Sedibe
  - Tuni
- Shashe
  - Ramokgwebane
  - Tati

## Molopo

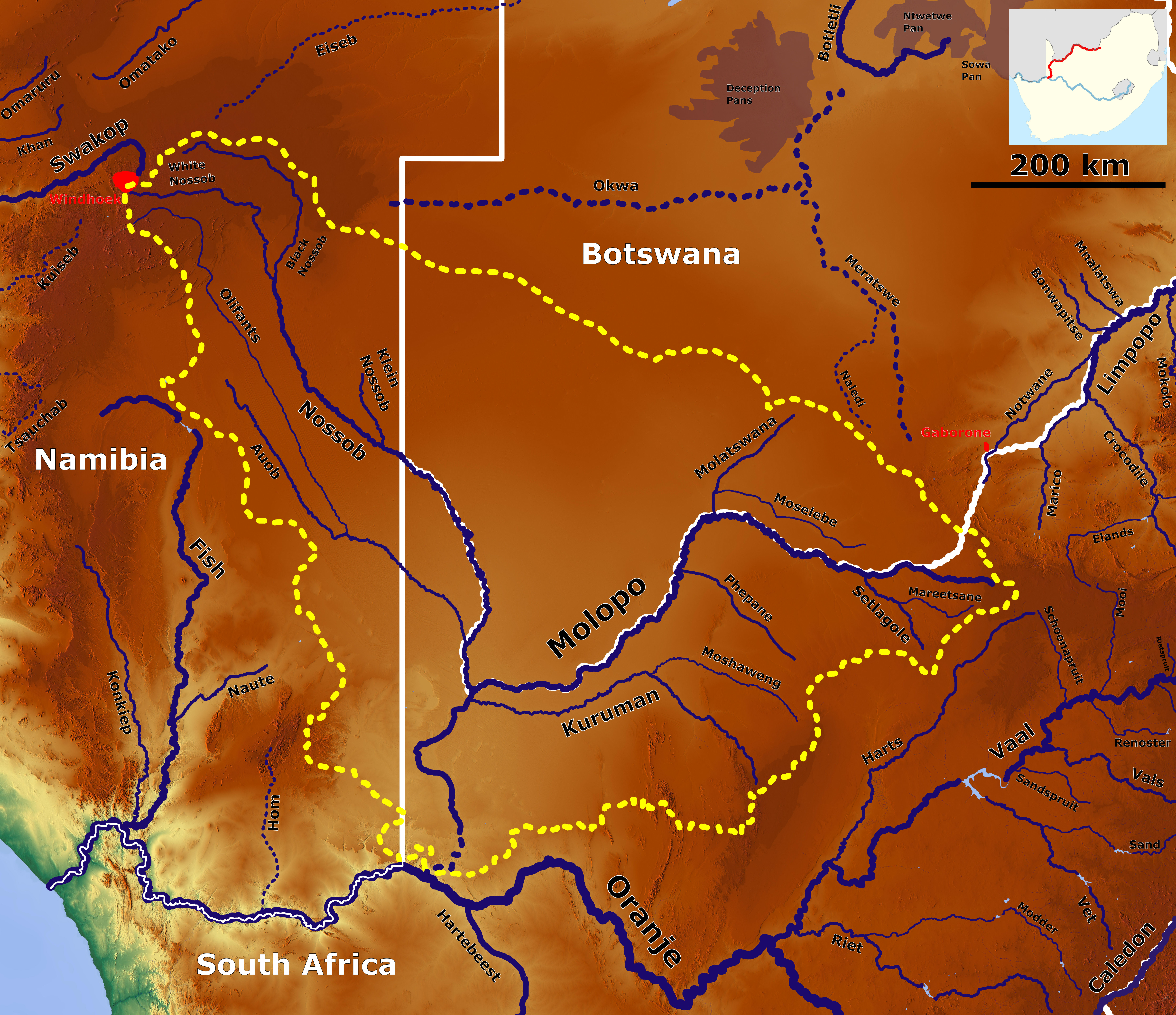
Einzugsgebiet des Molopo

- Ramatlabama
- Molatswana
  - Moselebe
- Nossob

## Sambesi
- Linyanti
  - Magwekwana (oder Selinda)
  - Savuti